# AC/DC

Logo zespołu

AC/DC (zapis stylizowany: ACϟDC) – australijski zespół hardrockowy założony w Sydney w 1973 roku przez braci Angusa i Malcolma Youngów. Uznawany za pioniera muzyki hardrockowej, choć członkowie zespołu zawsze klasyfikowali swoją muzykę jako rock and roll.
Przed wydaniem swojego pierwszego albumu High Voltage (1975) zespół parokrotnie zmieniał swój skład, który stał się bardziej ustabilizowany po dołączeniu w 1977 basisty Cliffa Williamsa. W 1979 roku zespół nagrał jeden ze swoich najpopularniejszych albumów Highway to Hell, który jest także ostatnim nagranym z wokalistą i współautorem utworów Bonem Scottem (zm. 19 lutego 1980). Członkowie zespołu po śmierci Scotta rozważali rozwiązanie grupy, jednak podjęli decyzję o kontynuowaniu działalności muzycznej i wybrali Briana Johnsona na następcę Scotta. W tym samym roku nagrali swój najlepiej sprzedający się album, czyli Back in Black. Wydany rok później krążek For Those About to Rock We Salute You również osiągnął duży sukces i stał się pierwszym albumem zespołu, który dotarł do pierwszego miejsca na liście sprzedaży Billboard 200.
W 1983 roku z AC/DC został zwolniony perkusista Phil Rudd, a jego miejsce w składzie zajął Simon Wright. W latach 80. spadła popularność grupy, lecz jej albumy wciąż plasowały się wśród najlepiej sprzedawanych w USA. W 1990 roku popularność grupy znów wzrosła wraz z albumem The Razor’s Edge, który dotarł do drugiego miejsca na liście sprzedaży w USA. W 1994 roku do zespołu powrócił Phil Rudd i skład grupy nie zmieniał się aż do 2014. Na przestrzeni lat 2014–2016 z zespołu odeszli, kolejno: Malcolm Young, Phil Rudd, Brian Johnson i Cliff Williams.
Zespół sprzedał ponad 200 milionów albumów na całym świecie, wliczając w to ponad 69 milionów tylko w Stanach Zjednoczonych. Back in Black został sprzedany w ponad 49 milionach egzemplarzy, w tym ponad 22 miliony w USA, dzięki czemu jest trzecim najlepiej sprzedającym się albumem w historii oraz drugim (po The Dark Side of the Moon) najlepiej sprzedającym się albumem jakiegokolwiek zespołu.
Zespół zajął czwarte miejsce na liście 100 najlepszych artystów hard rocka sporządzonej przez VH1 oraz siódme miejsce na liście najlepszych zespołów metalowych wszech czasów wg MTV.

## Nazwa
Angus i Malcolm Young twierdzą, że pomysł na nazwę zespołu pojawił się po zobaczeniu akronimu „AC/DC” z tyłu maszyny do szycia zakupionej przez ich siostrę Margaret. „AC/DC” jest oznaczeniem dla „alternating current/direct current”, informującym, że urządzenie elektryczne zawiera prostownik przetwarzający prąd przemienny na prąd stały. Założyciele zespołu byli zdania, że nazwa ta symbolizuje surową energię grupy, więc ją przyjęli.

## Historia

### Początkowy okres

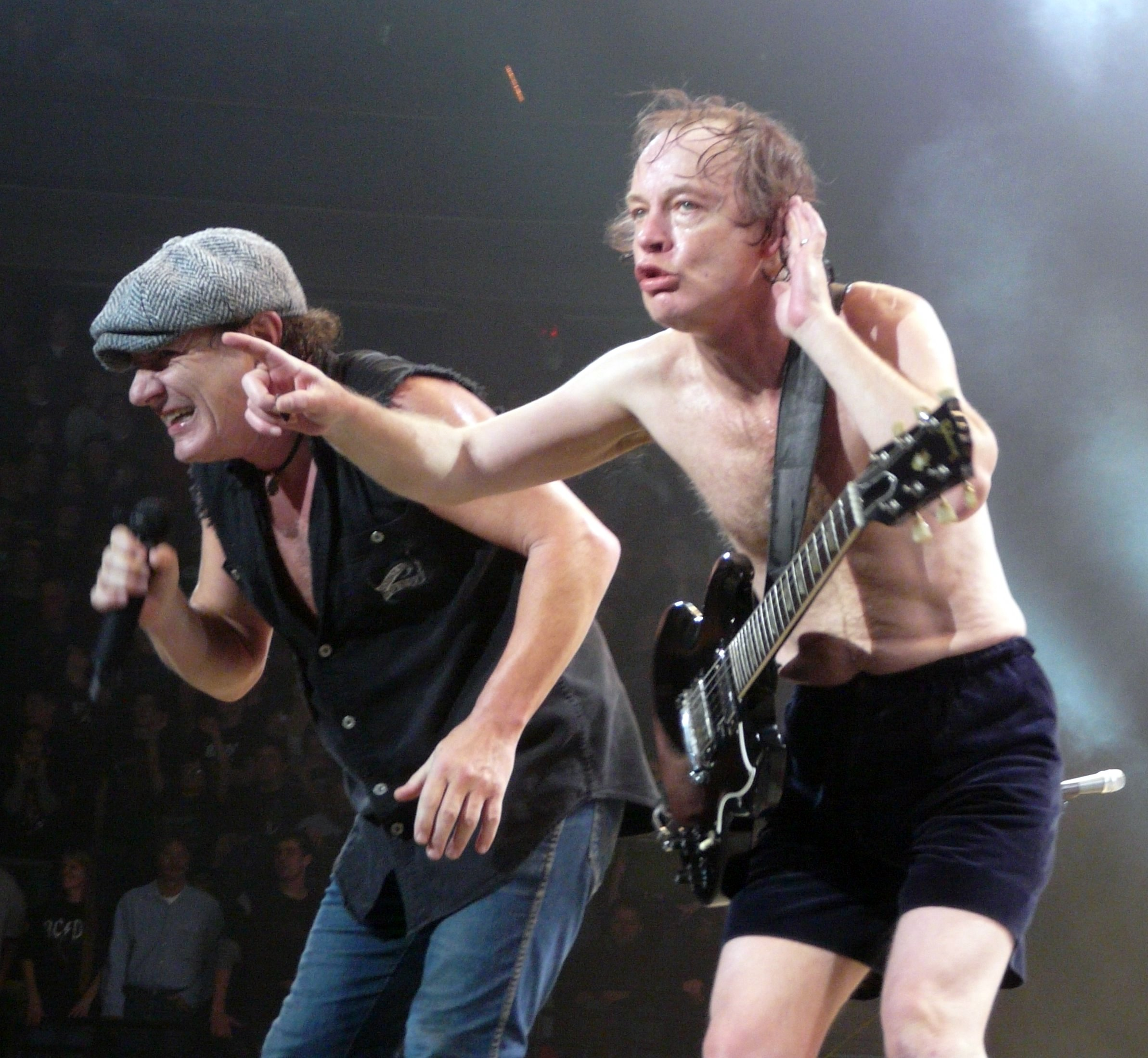
Brian Johnson i Angus Young, 2008 r.

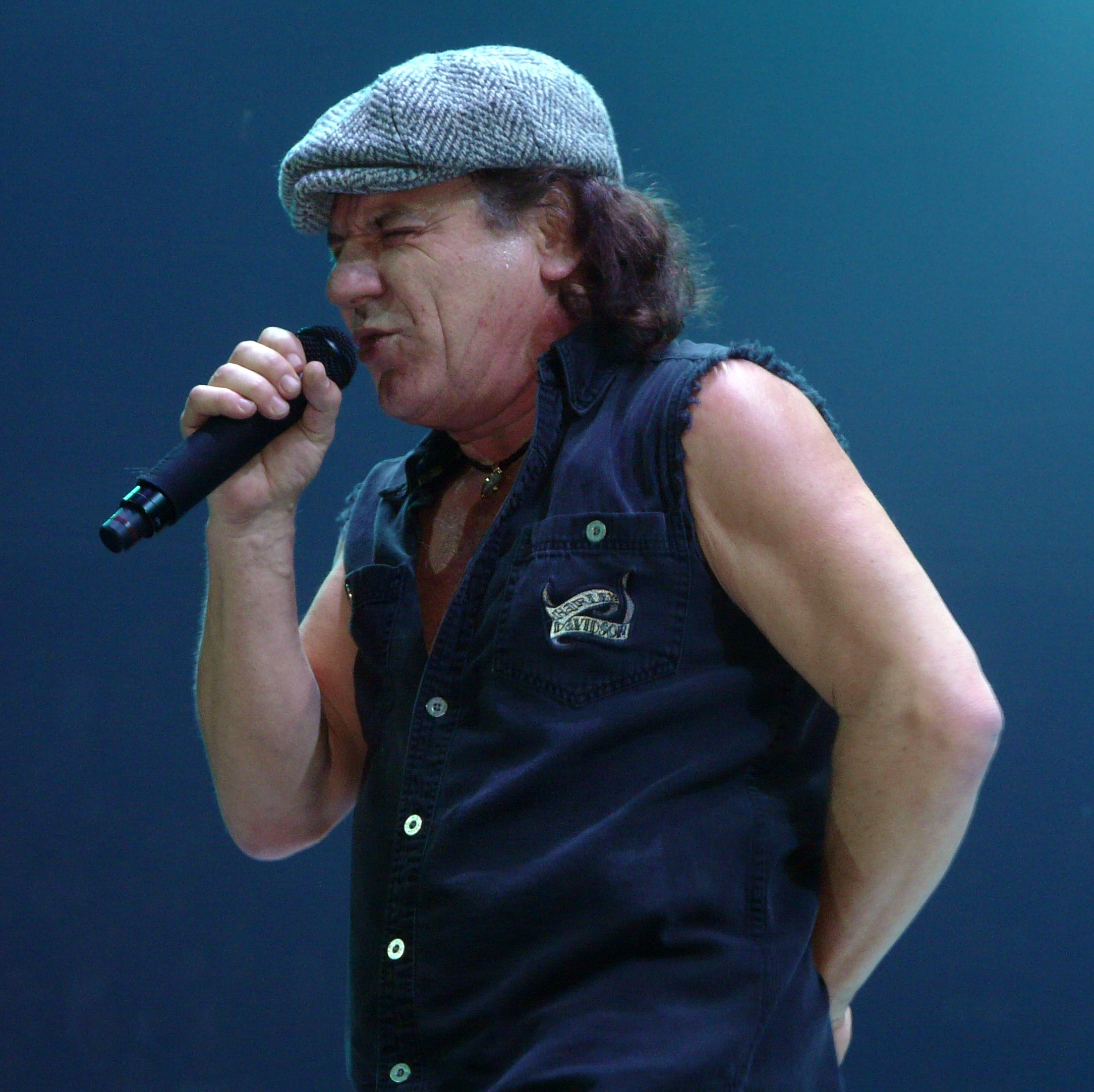
Brian Johnson

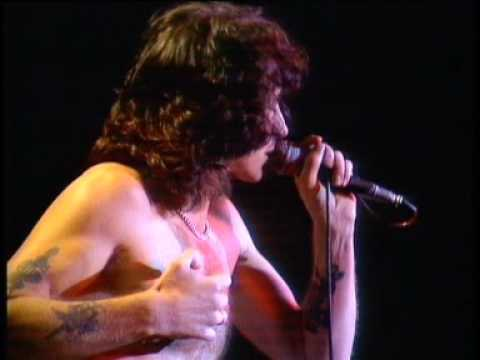
Bon Scott

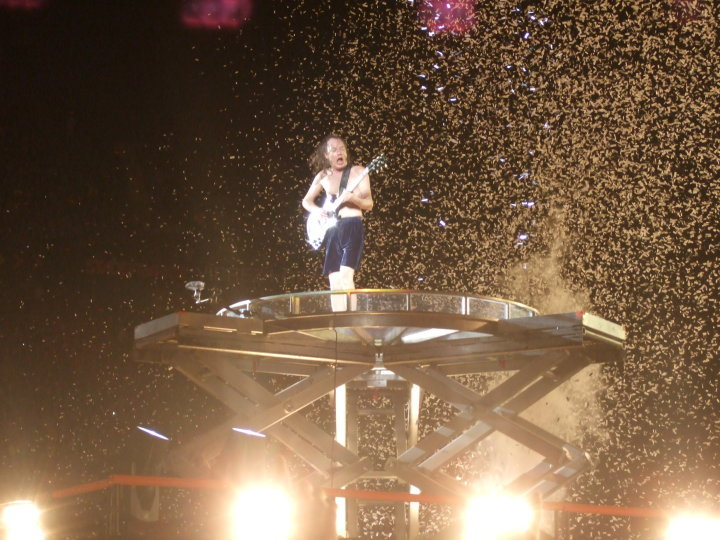
Angus Young 18 czerwca 2010 na Stade de France

W listopadzie 1973 roku Angus i Malcolm Young założyli zespół AC/DC i przyjęli do składu wokalistę Dave’a Evansa, perkusistę Colina Burgessa oraz basistę Larry’ego van Kriedta. 31 grudnia 1973 zagrali w tym składzie swój pierwszy koncert w klubie Chequers w Sydney. Później podpisali kontrakt z wytwórnią płytową Albert Productions, wydającą albumy na terenie Australii i Nowej Zelandii. Na początku istnienia często dochodziło do zmian w składzie; Burgess był pierwszym wyrzuconym członkiem, później w ciągu ponad roku od założenia skład zespołu zmieniło kilku perkusistów i basistów.
W tym czasie Angus Young przyjął swój charakterystyczny sceniczny ubiór – mundurek szkolny, który pochodzi z jego drugiej szkoły, Ashfield Boys High School w Sydney; pomysłodawcą wykorzystania mundurku była siostra Younga, Margaret. Bracia Young doszli do wniosku, że Dave Evans nie jest odpowiednim frontmanem dla ich zespołu, ponieważ czuli, że jego wizerunek bardziej łączy się z glamrockowcami, jak np. Gary Glitter. Evans bywał nawet sporadycznie zastępowany na koncertach przez pierwszego menedżera zespołu Dennisa Laughlina. Evans miał osobiste problemy z Laughlinem, co dodatkowo przyczyniło się do złego nastawienia zespołu do Evansa. W tym czasie zainteresowany śpiewaniem w zespole był Bon Scott, doświadczony wokalista, a zarazem przyjaciel George’a Younga.

### Era Bona Scotta (1974–1980)
We wrześniu 1974 Scott zajął miejsce Evansa w AC/DC. Zespół nagrał z poprzednim wokalistą tylko jeden singel – „Can I Sit Next to You Girl”, który został później ponownie nagrany ze Scottem. W listopadzie 1974 grupa nagrała swój debiutancki album pt. High Voltage, który został wydany przez Albert Productions tylko w Australii i Nowej Zelandii. Płyta powstała w zaledwie 10 dni i została oparta na nagrywaniu instrumentalnych utworów napisanych przez braci Youngów, do których później dodane zostały teksty napisane przez Scotta. Album został wydany w lutym 1975 i dotarł do siódmego miejsca na liście sprzedaży w Australii. W ciągu kilku miesięcy skład zespołu się ustabilizował, gdy do grupy dołączył perkusista Phil Rudd i basista Mark Evans. W 1975 roku zespół wydał jeden ze swoich najpopularniejszych singli w Australii – „It’s a Long Way to the Top (If You Wanna Rock ‘n’ Roll)”, który stał się rockowym hymnem AC/DC oraz dotarł do piątego miejsca na australijskiej liście przebojów. Utwór został zamieszczony na drugim albumie grupy pt. T.N.T., który również został wydany w Australii i Nowej Zelandii, gdzie zajął, kolejno, 2. i 35. miejsce na krajowych zestawieniach.
Od 1974 do 1977 roku zespół regularnie występował w telewizyjnym programie Molly’ego Meldruma Countdown. Dzięki tym występom muzycy stali się jednym z najpopularniejszych zespołów w Australii. 3 kwietnia 1977 po raz ostatni wystąpili na żywo w tym programie, po czym nie pojawili się w nim przez kolejne ponad 20 lat.

#### Międzynarodowy sukces (1976–1977)
W 1976 roku zespół podpisał międzynarodowy kontrakt z wytwórnią płytową Atlantic Records, po czym przeprowadził się do Londynu. W tym okresie muzycy dużo koncertowali w Europie, głównie supportowała popularniejsze wtedy zespoły, m.in. Aerosmith, Blue Öyster Cult, Kiss czy Styx, a także współprzewodzili występom z grupą Cheap Trick.
Pierwszym albumem AC/DC wydanym przez wytwórnię Atlantic była kompilacja utworów z pierwszych dwóch płyt grupy pt. High Voltage. Składanka osiągnęła sprzedaż wynoszącą ponad 3 miliony egzemplarzy w Stanach Zjednoczonych i ponad 60 tysięcy w Wielkiej Brytanii. Utwory na albumie pochodzą głównie z T.N.T., podczas gdy z pierwszej płyty zamieszczone zostały tylko dwa utwory. Następny album zespołu, Dirty Deeds Done Dirt Cheap, został wydany w tym samym roku w obu – australijskiej i międzynarodowej – wersjach, jak jego poprzednik. Są różnice między obiema edycjami w okładkach i listach utworów; australijska zawiera utwór „R.I.P. (Rock in Peace)”, który do dziś nie został wydany poza Australią, gdy edycja międzynarodowa obejmuje „Love at First Feel”, który z kolei został wydany w Australii jedynie jako singel. Dodatkowo, Dirty Deeds Done Dirt Cheap nie został wydany w Stanach Zjednoczonych do 1981 roku.
W 1977 roku AC/DC wydało Let There Be Rock, który jako pierwszy album grupy dostał się na krajowe zestawienia w Wielkiej Brytanii i Stanach Zjednoczonych, osiągając – kolejno – 17. i 154. pozycję. Po wydaniu albumu basista, Mark Evans, został zwolniony z AC/DC z powodu osobistych różnic z Angusem Youngiem. Na jego miejsce został wybrany Cliff Williams.

#### Amerykański sukces (1977–1979)
W Stanach Zjednoczonych po raz pierwszy usłyszano o AC/DC w 1977 roku przez stację radiową ze stanu Michigan, AM 600 WTAC. Dyrektor stacji, Peter Cavanaugh zorganizował grupie występ w Capitol Theater we Flint w stanie Michigan. W roli supportu wystąpiła grupa MC5, która na krótko została reaktywowana w tamtym czasie.
W 1978 roku AC/DC wydało album Powerage, na którym zadebiutował Cliff Williams. Został wydany tylko jeden singel z tego albumu, „Rock ‘n’ Roll Damnation”, i jako pierwszy singel AC/DC uplasował się na brytyjskiej liście przebojów, zajmując 24 pozycję. Podczas trasy koncertowej promującej nowy album grupa nagrała i wydała kolejny album, lecz tym razem koncertowy, If You Want Blood You’ve Got It. Był to pierwszy album koncertowy zespołu i, przez prawie 10 lat, ostatni album AC/DC wyprodukowany przez Harry’ego Vandę i George’a Younga.
Szósty studyjny album zespołu, Highway to Hell, został wyprodukowany przez Roberta Lange’a i wydany w 1979 roku. Dostając się do czołowej 10. albumów w Wielkiej Brytanii i czołowej 20. w Stanach Zjednoczonych stał się przełomową płytą grupy. Obecnie, Highway to Hell jest drugą najpopularniejszą płytą AC/DC w Stanach Zjednoczonych dzięki sprzedaniu jej w ponad 7 milionach egzemplarzy, a tytułowy singel jest jedynym z pięciu singli grupy, który uzyskał status złotej płyty za sprzedaż 500 tysięcy kopii.

#### Śmierć Bona Scotta (1980)

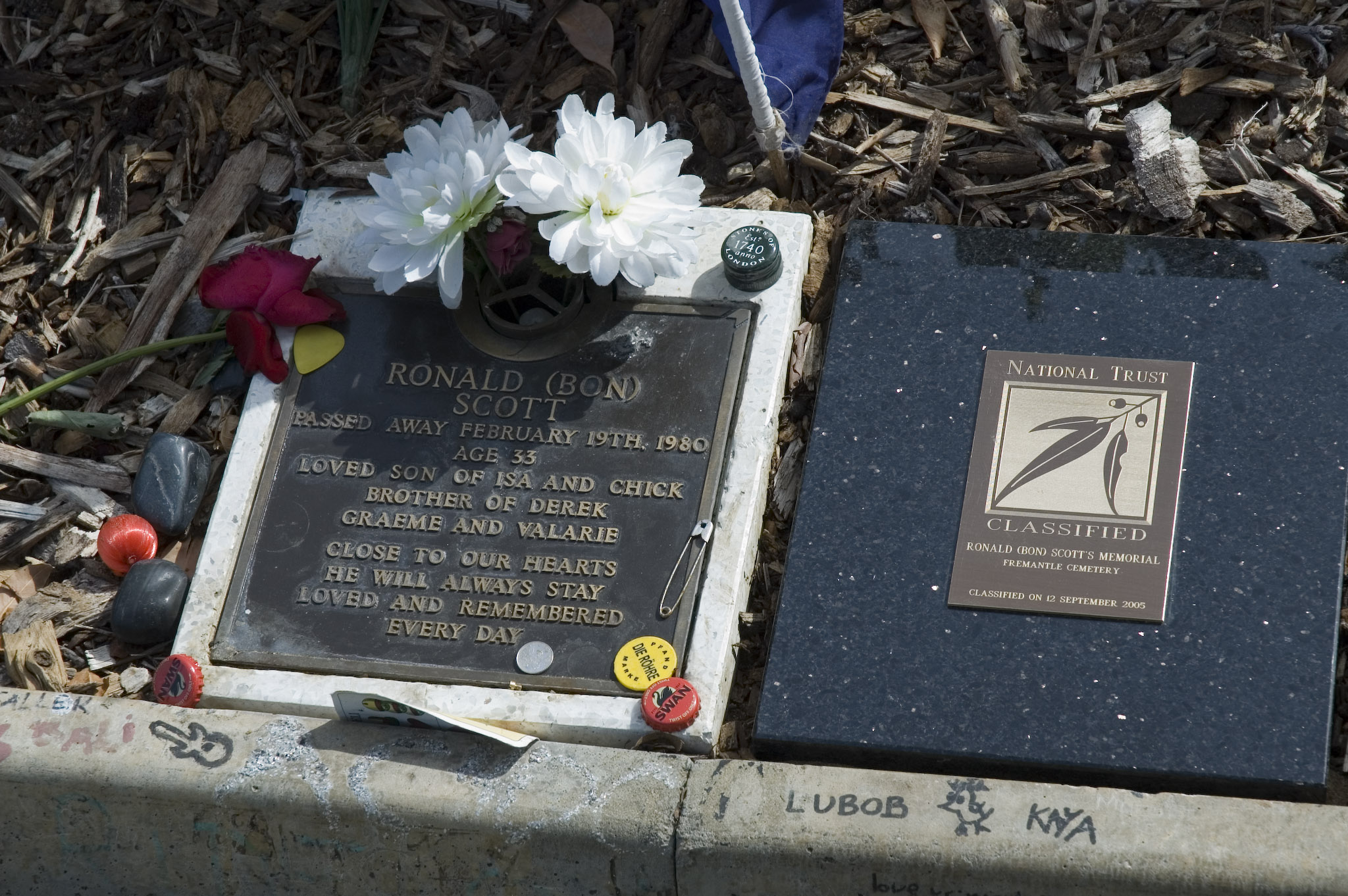
Grób Bona Scotta

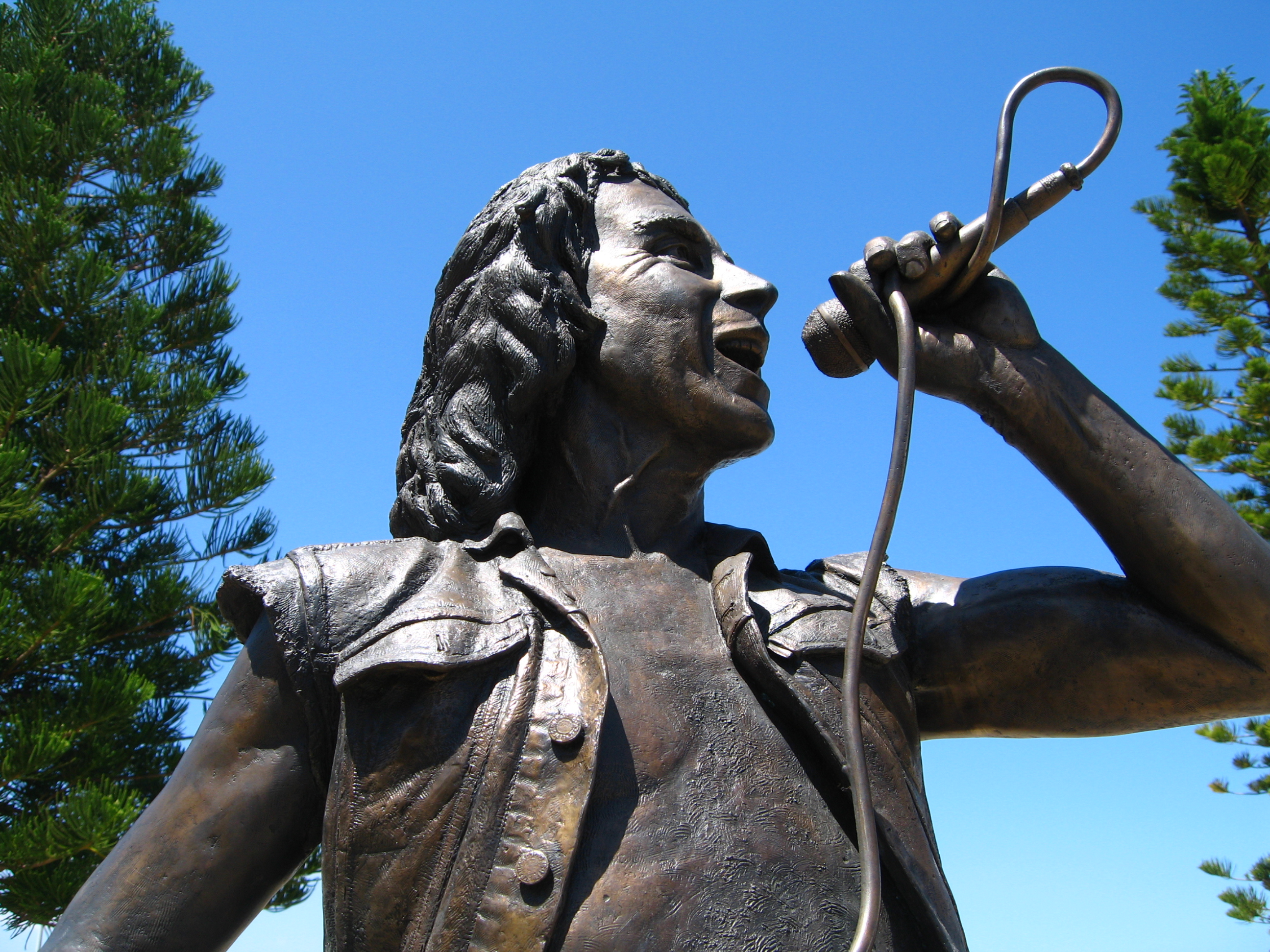
Pomnik Bona Scotta w rodzinnym Fremantle

19 lutego 1980 w Londynie nietrzeźwy Bon Scott zasnął w samochodzie znajomego, Alistaira Kinneara, który zostawił go śpiącego, a sam poszedł do domu. Rano Kinnear zawiózł nie dającego znaków życia wokalistę do szpitala King’s College Hospital w londyńskiej dzielnicy Camberwell, gdzie stwierdzono jego śmierć. Oficjalnie zmarł z powodu zadławienia się własnymi wymiocinami. Rodzina Scotta pochowała go we Fremantle, w zachodniej Australii, gdzie wokalista spędził dzieciństwo.
Z powodu śmierci Scotta pozostali muzycy AC/DC przez krótki czas myśleli o rozwiązaniu zespołu, szybko jednak zmienili zdanie i zaczęli szukać następcy wokalisty. Wybrali Terry’ego Slessera, ale ten postanowił zapoczątkować karierę solową. Następny kandydat Buzz Shearman również nie dołączył do zespołu z powodu problemów z głosem. Ostatecznie nowym głosem AC/DC i współautorem piosenek zespołu został Brian Johnson, który na przesłuchaniu zaśpiewał utwór zespołu „Whole Lotta Rosie” z albumu Let There Be Rock oraz „Nutbush City Limits” z repertuaru Ike’a & Tiny Turner.

#### Era Briana Johnsona (1980–1982)
Z Johnsonem zespół dokończył utwory, które zaczął pisać z Scottem do albumu Back in Black. Nagranie płyty miało miejsce w Compass Point Studios na Bahamach kilka miesięcy po śmierci Scotta. Back in Black wyprodukowany przez Roberta Lange’a i nagrany przez Tony’ego Platta stał się najlepiej sprzedającym się albumem zespołu – tylko w Stanach Zjednoczonych sprzedano milion sztuk płyty w ciągu zaledwie kilku miesięcy od jej wydania, a do 2007 roku – ponad 22 miliony kopii. Album osiągnął 1. pozycję w Wielkiej Brytanii i 4. w USA, gdzie przez 131 tygodni był w czołowej dziesiątce. Płyta była promowana czterema singlami; trzy z nich – „You Shook Me All Night Long”, „Hells Bells”, „Back in Black” – zdobyły status złotej płyty w Stanach Zjednoczonych za sprzedanie 500 tysięcy egzemplarzy każdego z albumów.
Następny album, For Those About to Rock We Salute You z 1981 roku, również osiągnął dobre wyniki sprzedaży oraz został pozytywnie oceniony przez krytyków. Zawiera on jedne z popularniejszych singli zespołu: „Let’s Get It Up” i tytułowy „For Those About to Rock (We Salute You)”, które osiągnęły odpowiednio 13. i 15. pozycję na brytyjskiej liście przebojów. Do wydania „Black Ice” był to jedyny album AC/DC, który osiągnął 1. pozycję w USA, również ostatni album wyprodukowany przez Roberta Lange’a.

#### Spadek popularności (1983–1988)
Tymczasem nasilał się konflikt pomiędzy perkusistą Philem Ruddem a gitarzystą Malcolmem Youngiem, spowodowany plotkami o alkoholizmie oraz narkotycznej paranoi. Po długim okresie wrogości doszło ostatecznie do bójki między nimi, a dwie godziny później Rudd został wyrzucony z AC/DC. Rudd zdążył nagrać większość partii perkusji na następny album, Flick of the Switch wydany w 1983 roku, wyprodukowany przez AC/DC samodzielnie, co miało być próbą powrotu zespołu do surowości i prostoty muzyki z wczesnych albumów. Album został wydany, gdy zespół miał już w składzie nowego perkusistę, Simona Wrighta. Flick of the Switch nie osiągnął zbyt dużego sukcesu z powodu niedopracowanych melodii. AC/DC zostało ocenione w 1984 roku ósmym – największym rozczarowaniem roku w głosowaniu czytelników magazynu Kerrang!. Mimo wszystko, Flick of the Switch osiągnął 4. pozycję w Wielkiej Brytanii. Kolejny album, Fly on the Wall z 1985 roku, wyprodukowany tym razem przez Angusa i Malcolma Youngów został oceniony jako pozbawiony oryginalności, podobnie jak poprzednik. W tym samym roku został wydany także film muzyczny o tej samej nazwie, w którym zespół gra w barze pięć z dziesięciu utworów z tego albumu.
Również w 1985 roku miało miejsce wydarzenie związane z AC/DC. Seryjny morderca Richard Ramirez był fanem zespołu, a szczególnie upodobał sobie album Highway to Hell z utworem „Night Prowler.” Na miejscu jednej ze swoich zbrodni zostawił czapkę z emblematem AC/DC, a gdy został zatrzymany przez policję miał na sobie koszulkę AC/DC. Te fakty przysporzyły zespołowi niechcianego rozgłosu, a wielu rodziców nastolatków żądało zakazu występu muzyków w niektórych amerykańskich miastach oraz sprzedaży ich albumów.
W 1986 roku zespół wydał album Who Made Who, który jest ścieżką dźwiękową do filmu Stephena Kinga, Maksymalne przyspieszenie, a zarazem albumem zespołu najbliższym określeniu składanki „największych hitów”/„najlepszych utworów”. Zbiera on razem starsze utwory, takie jak „Hells Bells” czy „Ride On” z nowszymi utworami jak „Sink the Pink” oraz dodatkowo trzy nowe utwory: Who Made Who (wydany jako singel) i dwa instrumentalne utwory, „D.T.” i „Chase the Ace”, które są zarazem pierwszymi instrumentalnymi utworami studyjnymi wydanymi kiedykolwiek przez AC/DC. Wydaniu albumu towarzyszyła dziesiąta trasa koncertowa zespołu, Who Made Who World Tour.
W lutym 1988 roku AC/DC zostało wprowadzone do Galerii Sław Australian Recording Industry Associaton.

#### Odnowienie popularności (1988–2000)
Album AC/DC z 1988 roku, Blow Up Your Video, został nagrany w Miraval Studio w Le Val, we Francji i ponownie połączył zespół z ich oryginalnymi producentami, Harrym Vandą i George’em Youngiem. Zespół nagrał dziewiętnaście utworów, wybierając z nich dziesięć na końcowe wydanie. Chociaż album był później krytykowany za nadmierną liczbę „wypełniaczy”, to stał się jednak komercyjnym sukcesem. Sprzedano więcej egzemplarzy Blow Up Your Video niż poprzednich dwóch albumów studyjnych razem wziętych i osiągnął 2. pozycję w Wielkiej Brytanii – najwyższą od czasu Back in Black w 1980 roku. Po wydaniu albumu w lutym 1988 zespół wyruszył w trasę koncertową, Blow Up Your Video World Tour, ale już w kwietniu Malcolm Young oświadczył, że podjął decyzję o podjęciu próby leczenia z alkoholizmu, a jego miejsce w zespole tymczasowo zajął jego siostrzeniec, Stevie Young.
Po trasie koncertowej perkusista Simon Wright odszedł z AC/DC, by pracować z zespołem Dio nad nowym albumem, Lock up the Wolves. Jego miejsce w zespole w 1990 zajął sesyjny weteran, Chris Slade. Wokalista Brian Johnson był niedostępny przez kilka miesięcy z powodu finalizowania swojego rozwodu, więc bracia Youngowie napisali wszystkie utwory na następny album, co postanowili kontynuować na kolejnych albumach studyjnych. Nowy album, The Razor’s Edge, został wyprodukowany przez Bruce’a Fairbairna. Wydany w 1990 roku album zawierał przeboje: „Thunderstruck” i „Are You Ready”, które osiągnęły odpowiednio 5. i 16. pozycję na rockowej liście przebojów Billboardu w USA, a także utwór „Moneytalks”, który osiągnął 3. pozycję na tej samej liście i 23. pozycję na krajowej liście. Album osiągnął 2. pozycję w USA, gdzie sprzedano ponad 5 milionów egzemplarzy. Niektóre występy na trasie koncertowej pt. The Razor’s Edge Tour zostały nagrane i wydane na albumie koncertowym pt. AC/DC Live z 1992 roku. Taki sam album został wyprodukowany również przez Fairbairna i oceniono go jako jeden z najlepszych koncertowych albumów metalowych lat 90. Rok później AC/DC nagrał utwór „Big Gun” do ścieżki dźwiękowej filmu Bohater ostatniej akcji z Arnoldem Schwarzeneggerem w roli głównej i wydał go jako singel, co zaowocowało zdobyciem przez zespół po raz pierwszy 1. pozycji w USA wśród rockowych singli.
W 1994 roku Angus i Malcolm Youngowie zaprosili byłego perkusistę, Phila Rudda, na kilka jam sessions. Po czym postanowili ponownie przyjąć go do składu. Ówczesny perkusista, Chris Slade, wykazując zrozumienie dla nowej sytuacji, zgodził się odejść z zespołu. W 1995 roku ze składem z lat 1980–1983 zespół wydał album Ballbreaker nagrany w Ocean Way Studios w Los Angeles i wyprodukowany przez Ricka Rubina. Pierwszym singlem z albumu był „Hard as a Rock”, który osiągnął 1. pozycję w USA wśród rockowych singli. Z albumu zostały wydane jeszcze dwa single: „Hail Caesar” i „Cover You in Oil”.
W 1997 roku został wydany album kompilacyjny o nazwie Bonfire. Zawiera on cztery albumy: zremasterowaną wersję Back in Black, Volts oraz dwa albumy koncertowe Live from the Atlantic Studios i Let There Be Rock: The Movie. Trzy ostatnie albumy nie zostały nigdy wcześniej wydane przez AC/DC. Volts jest głównie zbiorem niektórych demo zespołu. Live from the Atlantic Studios został nagrany w 1977 r. w Atlantic Studios w Nowym Jorku. Let There Be Rock jest podwójnym albumem nagranym w 1979 r. w The Pavillon w Paryżu i jest też ścieżką dźwiękową z koncertu zespołu, Let There Be Rock.
W 2000 roku zespół wydał swój czternasty album studyjny, Stiff Upper Lip, wyprodukowany przez George’a Younga. Album został lepiej oceniony przez krytyków niż Ballbreaker, chociaż według nich brakuje na tym albumie nowych pomysłów. W 2001 roku w Australii album został wydany także z dodatkową płytą zawierającą trzy teledyski i kilka utworów nagranych podczas koncertu zespołu w Madrycie w 1996 roku. Stiff Upper Lip osiągnął 1. pozycję w Niemczech, Szwecji i Finlandii; 2. we Francji i Szwajcarii; 5. w Kanadzie; 7. w Stanach Zjednoczonych i 12. w Wielkiej Brytanii i Nowej Zelandii. Pierwszy singel z albumu, „Stiff Upper Lip”, utrzymał się na 1. pozycji rockowych singli w USA przez cztery tygodnie. Pozostałe single z albumu, „Safe in New York City” i „Satelite Blues”, osiągnęły odpowiednio 21. i 7. pozycję w USA wśród rockowych singli.

#### XXI wiek
W roku 2000 AC/DC podpisało długoterminowy, wieloalbumowy kontrakt z wytwórnią Sony Music, która zobowiązała się do wydania serii zremasterowanych albumów AC/DC. Każdy taki album zawiera rozbudowaną książeczkę zawierającą rzadko spotykane fotografie, różnego typu opisy i recenzje dotyczące albumu oraz notatki. W 2003 wszystkie albumy zespołu (z wyjątkiem albumów Ballbreaker i Stiff Upper Lip) zostały zremasterowane i wydane. Zremasterowany Ballbreaker został wydany w październiku 2005; Stiff Upper Lip – w kwietniu 2007.

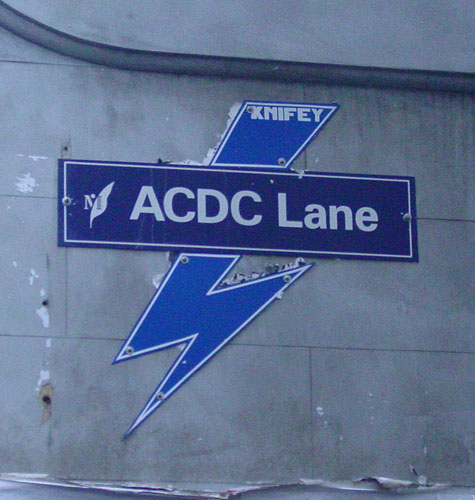
Aleja ACDC

W 2003 bracia Youngowie i Bon Scott otrzymali nagrodę Teda Alberta za Wybitne Zasługi dla Australijskiej Muzyki na APRA Music Awards. 30 czerwca 2003 zespół zagrał między innymi z The Rolling Stones i Rush koncert na lotnisku w Toronto w Kanadzie, przed około półmilionową publicznością, który miał na celu pomóc miastu po epidemii wirusa SARS. Był to jeden z największych koncertów w historii Ameryki Północnej.
1 października 2004 w Melbourne w Australii, aleja Korporacyjna (ang. Corporation Lane) otrzymała nową nazwę na cześć zespołu. Jednak miasto zakazało użycia ukośnika w nazwach ulic, więc cztery litery są połączone – ACDC Lane, ale w tle jest piorun. Aleja znajduje się w pobliżu ulicy Swanston, gdzie w 1976 na platformie ciężarówki zespół nagrał swój teledysk do utworu „It’s a Long Way to the Top (If You Wanna Rock ‘n’ Roll)”.
W 2007 łączna sprzedaż albumów AC/DC w Stanach Zjednoczonych osiągnęła 69 milionów egzemplarzy, dzięki czemu AC/DC jest na piątym miejscu wśród zespołów, które sprzedały największą liczbę albumów w USA za The Beatles, Led Zeppelin, Eagles oraz Pink Floyd. Najlepiej sprzedający się album zespołu, Back in Black, w 2007 w USA (sprzedano ponad 22 miliony sztuk) jest na piątym miejscu wśród najlepiej sprzedających się albumów w tym kraju.
AC/DC zostało wprowadzone do Rock and Roll Hall of Fame w marcu 2003. Podczas ceremonii zespół wykonał utwory „Highway to Hell” i „You Shook Me All Night Long” razem z prowadzącym tamtą ceremonię wokalistą Aerosmith, Stevenem Tylerem.
Od stycznia 2006 zespół pracował nad nowym albumem studyjnym. W wywiadzie z początku 2004 Brian Johnson oświadczył, że pierwszy raz od albumu Blow Up Your Video z 1988 on zajmie się tworzeniem tekstów do utworów. Powiedział także, że napisane zostały ostrzejsze riffy od tych na albumie Stiff Upper Lip. W wywiadzie z 22 kwietnia 2005 Johnson powiedział, że zespół nie wie, kiedy album będzie nagrany i kto będzie jego producentem. Malcolm Young powiedział, że nowy album „musi być idealny”, a Johnson wspomniał też o możliwości wydania podwójnego albumu. 7 maja 2007 pojawiła się plotka głosząca, że AC/DC nagrało już nowy album i że wydany zostanie w styczniu 2008, po czym zespół wyruszyłby w światową trasę koncertową. 12 stycznia 2008 prezes wytwórni Albert Productions, Danny Keenan, zaprzeczył trzem plotkom związanym z nowym albumem: AC/DC nie nagrywa obecnie albumu, nie nagrywa go z Robertem Lange (producentem AC/DC na przełomie lat 70. i 80.) oraz nie ma on jeszcze tytułu, tym bardziej tytułu Strap It On (który jest po prostu wymyślony przez fana grupy).

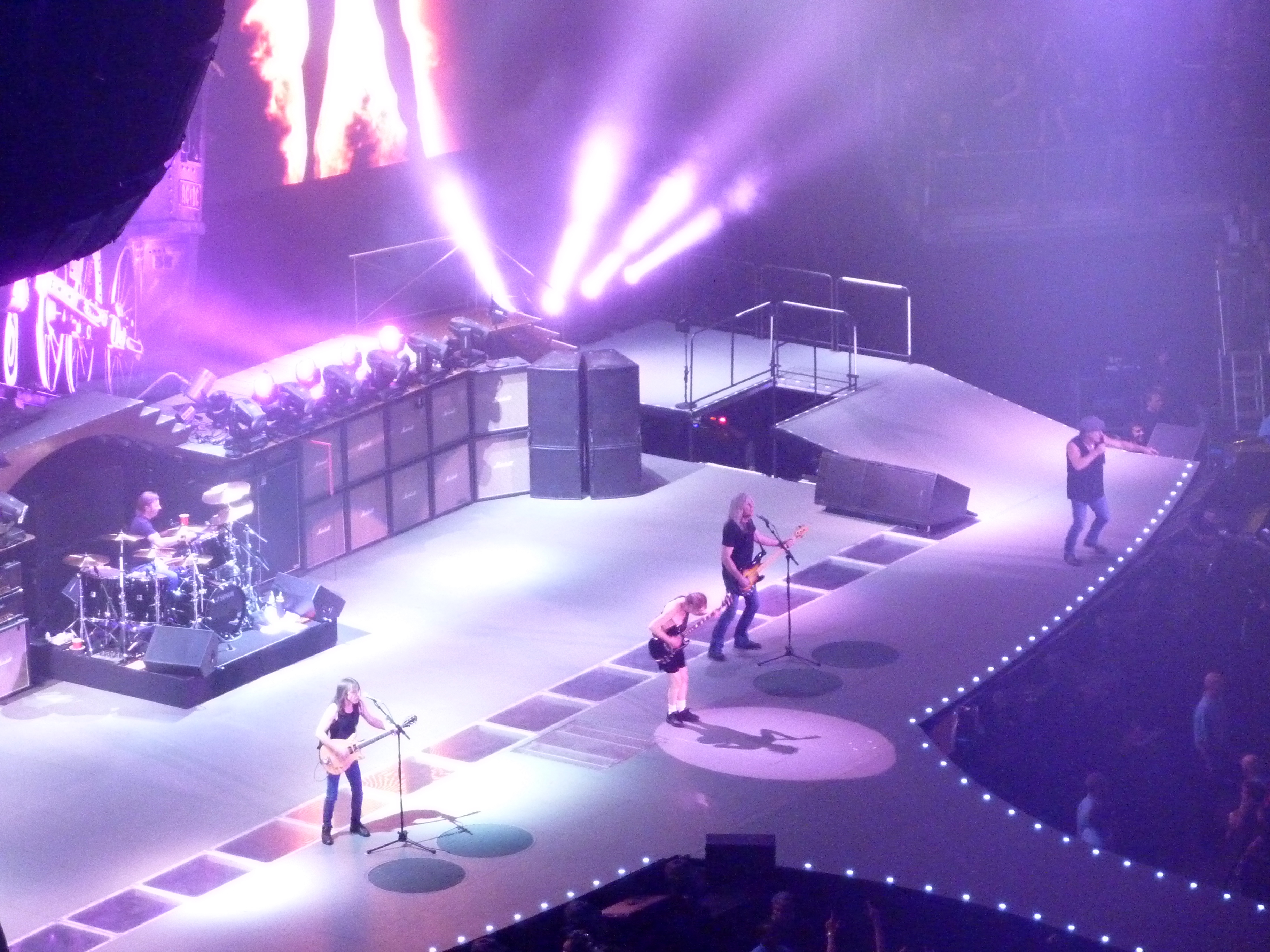
AC/DC na żywo w Londynie, 14 kwietnia 2009

16 października 2007 wytwórnia Columbia Records wydała dwupłytowe DVD, Plug Me In, kompilujące m.in. (niepublikowane w większości do dziś) koncerty na żywo, występy w telewizjach czy wywiady. Tak jak na ostatnim DVD zespołu, The Family Jewels, tutaj na pierwszej płycie znajdują się materiały z okresu gdy Bon Scott był wokalistą grupy, a na drugiej płycie materiały z Brianem Johnsonem. Również 16 października 2007 została wydana edycja kolekcjonerska Plug Me In zawierająca dodatkową, trzecią płytę, na której znajdują się bardzo rzadko spotykane występy ze Scottem, jak i z Johnsonem. Jeszcze przed premierą nowego wydawnictwa zamówiono ponad 500 tysięcy kopii na całym świecie.
W połowie kwietnia 2008 na oficjalnej stronie internetowej AC/DC została podana informacja o nagrywaniu przez zespół nowego albumu w Vancouver w Kanadzie, gdzie grupa nagrywała album, Stiff Upper Lip. Producentem płyty był Brendan O’Brien, a inżynierem dźwięku (bądź również producentem) Mike Fraser, który współpracował z AC/DC przy ostatnich dwóch płytach, Ballbreaker i Stiff Upper Lip. Wokalista Brian Johnson potwierdził, że gitarzyści Angus i Malcolm Youngowie kończą pracę nad płytą, po czym zostanie jeszcze do wykonania projekt okładki i ostateczne rozpoczęcie promocji nowego wydawnictwa, włącznie z kolejną trasą koncertową zespołu. 28 sierpnia 2008 został wydany pierwszy singel „Rock ‘n’ Roll Train” z nowego albumu AC/DC, Black Ice, który miał premierę 20 października 2008.
29 września 2009 zespół oficjalnie potwierdził zamiar wydania albumu Backtracks, który miał zawierać rzadkie utwory AC/DC, wydane na australijskich longplayach lub singlach zespołu. Backtracks został wydany 10 listopada.
Na tej samej stronie w grudniu 2009 pojawiła się wiadomość, która informowała o nadchodzącej trasie koncertowej po Europie. W połowie 2010 roku AC/DC odwiedził Rumunię, Włochy, Austrię, Niemcy i Francję, a także – o czym zespół poinformował później – Szwajcarię oraz Polskę.
W kwietniu 2014 zespół ogłosił, że gitarzysta Malcolm Young z powodu problemów zdrowotnych opuszcza zespół, co było źródłem wielu spekulacji na temat zakończenia działalności zespołu. 24 września 2014 AC/DC potwierdziło wydanie nowego albumu noszącego tytuł Rock or Bust, mającego premierę w grudniu tego roku, przy okazji oznajmiając, że Malcolm nie wróci już do zespołu, a jego miejsce zajmie bratanek braci Young – Stevie Young. Była to pierwsza płyta zespołu bez Malcolma.
W kwietniu 2016 roku zespół poinformował, iż tymczasowym wokalistą grupy został Axl Rose, zastępując dotychczasowego frontmana, Briana Johnsona, który z powodu problemów ze słuchem nie może kontynuować działalności koncertowej jednak będzie nadal nagrywał z zespołem w studio. We wrześniu tego samego roku zespół opuścił basista, Cliff Williams.
18 listopada 2017 zmarł Malcolm Young. Na oficjalnej stronie zespołu i jej facebookowym profilu pojawiła się informacja o śmierci muzyka. Gitarzysta od kilku lat cierpiał na demencję.
W 2018, z okazji 45-lecia AC/DC, „Australia Post” wydała serię znaczków, przedstawiających okładki wszystkich albumów zespołu. Pomysł ten spotkał się z krytyką fanów grupy, z uwagi na fakt, iż na znaczkach pojawiły się okładki z międzynarodowych edycji płyt, różniące się od oryginalnych australijskich wersji.

## Skład

### Obecny skład zespołu
- Angus Young – gitara prowadząca (od 1973)
- Stevie Young – gitara rytmiczna (od 2014)
- Phil Rudd – perkusja (1975–1983, 1994–2015, od 2020; nie koncertuje od 2023)
- Cliff Williams – gitara basowa (1977-2016, od 2020; nie koncertuje od 2024)
- Brian Johnson – wokal (1980-2016, od 2020)

### Byli członkowie
- Malcolm Young – gitara rytmiczna (1973–2014; zm. 2017)
- Dave Evans – wokal (1973–1974)
- Bon Scott – wokal (1974–1980; jego śmierć)
- Larry Van Kriedt – gitara basowa (1973–1974, 1975)
- Neil Smith – gitara basowa (1974; zm. 2013)
- Rob Bailey – gitara basowa (1974, 1974–1975)
- George Young – gitara basowa (1974, 1975; zm. 2017)
- Paul Matters – gitara basowa (1975; zm. 2020)
- Bruce Howe – gitara basowa (1975)
- Mark Evans – gitara basowa (1975–1977)
- Colin Burgess – perkusja (1973–1974 ; zm. 2023)
- Ron Carpenter – perkusja (1974)
- Russel Coleman – perkusja (1974)
- Noel Taylor – perkusja (1974)
- Peter Clack – perkusja (1974, 1974–1975)
- John Proud – perkusja (1974)
- Tony Currenti – perkusja (1974)
- Chris Slade – perkusja (1989-1994, 2015-2020)
- Simon Wright – perkusja (1983–1989)

### Muzycy sesyjni
- Dennis Laughlin – wokal (1974; zm. 2019) – menedżer zespołu, który okazjonalnie zastępował na koncertach Dave’a Evansa.
- B. J. Wilson – perkusja (1983) – został przydzielony do nagrania ścieżek albumu Flick of the Switch, po wyrzuceniu Phila Rudda z zespołu. Jego wkład nie został jednak ostatecznie wykorzystany na albumie.
- Stevie Young – gitara rytmiczna (1988) – pod koniec trasy Blow Up Your Video zastąpił Malcolma Younga, który miał problemy z sercem.
- Paul Greg – gitara basowa (1991) – zastąpił basistę Cliffa Williamsa na kilku koncertach trasy The Razor’s Edge, gdy Williams był chory.
- Bob Richards – perkusja (2014) – zastąpił Phila Rudda podczas kręcenia teledysków do singli Rock or Bust oraz Play Ball w Londynie, w których Rudd nie był w stanie uczestniczyć z powodu sytuacji rodzinnej.
- Axl Rose – wokal (2016)

## Dyskografia

### Albumy studyjne
- High Voltage (1975)
- T.N.T. (1975)
- High Voltage (1976)
- Dirty Deeds Done Dirt Cheap (1976)
- Dirty Deeds Done Dirt Cheap (1976)
- Let There Be Rock (1977)
- Let There Be Rock (1977)
- Powerage (1978)
- Highway to Hell (1979)
- Back in Black (1980)
- For Those About to Rock We Salute You (1981)
- Flick of the Switch (1983)
- Fly on the Wall (1985)
- Blow Up Your Video (1988)
- The Razor’s Edge (1990)
- Ballbreaker (1995)
- Stiff Upper Lip (2000)
- Black Ice (2008)
- Rock or Bust (2014)
- Power Up (2020)